# 1504
- Wikisource

| Calendário gregoriano                                                        | 1504 MDIV                                            |
| Ab urbe condita                                                              | 2257                                                 |
| Calendário arménio                                                           | 953 – 954                                            |
| Calendário bahá'í                                                            | -340 – -339                                          |
| Calendário budista                                                           | 2048                                                 |
| Calendário chinês                                                            | 4200 – 4201 Início a 17 de janeiro (aproximadamente) |
| Calendário copta                                                             | 1220 – 1221                                          |
| Calendário etíope                                                            | 1496 – 1497                                          |
| Calendários hindus - Vikram Samvat - Calendário nacional indiano - Cáli Iuga | 1559 – 1560 1425 – 1426 4604 – 4605                  |
| Calendário Holoceno                                                          | 11504                                                |
| Calendário islâmico                                                          | 910 – 911                                            |
| Calendário judaico                                                           | 5264 – 5265                                          |
| Calendário persa                                                             | 882 – 883                                            |
| Calendário rúnico                                                            | 1754                                                 |
| Calendário solar tailandês                                                   | 2047                                                 |

1504 (MDIV, na numeração romana) foi um ano bissexto do século XVI do Calendário Juliano, da Era de Cristo, e as suas letras dominicais foram  G e F (52 semanas), teve início a uma segunda-feira e terminou a uma terça-feira.
| Ano completo                            |
| --------------------------------------- |
| Ano bissexto com início à segunda-feira |

## Eventos
- 25 de Janeiro - A armada comandada por Afonso de Albuquerque deixa a Índia a caminho de Portugal, onde chegará em Julho.
- 29 de Fevereiro - Cristóvão Colombo usa os seus conhecimentos sobre eclipse lunar de modo a convencer os povos ameríndios a abastecê-lo com alimentos.[1]
- 22 de Abril - Sai de Lisboa a 8ª armada com destino à Índia comandada por Lopo Soares de Albergaria, composta por 13 velas.
- O Papa Júlio II instituiu a festa do Anjo Custódio do Reino de Portugal a pedido do rei de Portugal dom Manuel I.
- O rei de Portugal Dom Manuel I doa a Fernão de Noronha a ilha que futuramente viria a ter o seu nome (ilha de Fernando de Noronha).
- Nomeação de Rui Gonçalves da Câmara como capitão do donatário da ilha de São Miguel, Açores.
- O Capitão-Donatário João da Fonseca é nomeado no cargo para a ilha do Corvo, Açores.

## Nascimentos
- 17 de Janeiro - São Pio V (m. 1572).
- 13 de Novembro - Filipe I de Hesse, defensor do Protestantismo (m. 1567).
- ? - George Bolena (m.1536).

## Por tema
- 1504 no Brasil